# Talisia croatii
Talisia croatii är en kinesträdsväxtart som beskrevs av Acev.-rodr.. Talisia croatii ingår i släktet Talisia och familjen kinesträdsväxter. Inga underarter finns listade i Catalogue of Life.